# 마이크로소프트 밴드
마이크로소프트 밴드(Microsoft Band)는 마이크로소프트가 개발한, 스마트워치 기능이 있는 스마트 밴드이다. 2014년 10월 29일 발표되었다. 마이크로소프트 밴드는 피트니스 추적 및 건강 지향 기능을 내장하고 있으며 블루투스 연결을 통해 윈도우 폰, iOS, 안드로이드 스마트폰과 통합된다.

## 역사
마이크로소프트 밴드는 2014년 10월 29일 마이크로소프트가 발표하였고, 다음 날 미국에서 한정된 양만 출시하였다. 이 밴드는 초기에 마이크로소프트 스토어 웹사이트와 소매점들에서만 예외적으로 판매되었고, 예측하지 못했던 수요와 인기로 인하여 공개된 첫 날 매진되었으며, 2014년 휴일 쇼핑 시즌에는 공급 부족 현상이 발생하였다.
2015년 3월 생산량과 구매 가능한 지역을 증대하였는데, 이 시기는 안드로이드 웨어가 출시된지 수개월 뒤면서 애플 워치가 나온 이후이다. 베스트 바이, 타깃 코퍼레이션, 아마존닷컴과 같은 소매업체들을 포함하여 미국에서 구매 가능한 지역이 확대되었다.
2015년 6월에는 마이크로소프트 밴드 2가 공개되었다.

## 같이 보기
- 마이크로소프트 밴드 2